# Humberto de Alencar Castelo Branco
Humberto de Alencar Castelo Branco, född 20 september 1897 i Fortaleza i Ceará, död 18 juli 1967 i Messejana i Ceará, var en brasiliansk militär och politiker samt Brasiliens president 1964-1967.
Castelo Branco var son till en hög officer i Brasiliens armé och tog själv värvning 1918. Efter att ha utbildats på olika krigsakademier utnämndes han till överste för den expeditionsstyrka som deltog i andra världskriget. Han blev överbefälhavare 1963 och ledde en militärkupp mot den demokratiskt valda presidenten João Goulart. Omedelbart efter kuppen utnämndes Castelo Branco till fältmarskalk och valdes till president. Under hans regeringstid lades grunden för det auktoritära militärstyre som ledde Brasilien under 21 år. Han avgick som president 1967 och omkom några månader senare i en flygolycka då hans plan blev nedskjutet. Orsaken till nedskjutningen var ett misstag enligt den officiella rapporten som dock har ifrågasatts.